# Tarxien Rainbows FC
Tarxien Rainbows FC – maltański klub piłkarski z siedzibą w mieście Tarxien na południu Malty.

## Historia
Chronologia nazw:
- 1934-1944: Rainbows FC
- 1944-1981: Little Rainbows FC
- od 1981: Tarxien Rainbows FC

Klub został założony w 1944 roku jako Little Rainbows FC. Chociaż od 1934 w mieście istniał klub Rainbows FC. W 1944 przed wznowieniem rozgrywek przerwanych przez II wojnę światową MFA League ogłosiła nowe reguły, zgodnie nowych zasad jeden rejon mógł być reprezentowany w lidze tylko przez jeden zespół. Zdecydowano zjednoczyć dwa czołowe kluby piłkarskie w sąsiednich Paola oraz Tarxien, chociaż obie miejscowości były zawsze odrębne i ta reguła ich nie dotyczyła. W wyniku tej fuzji połączyły się kluby pierwszoligowy Hibernians FC oraz drugoligowy Rainbows FC.
Wiele fanów Rainbows nie zgodzili się z decyzją władz klubu i w mieście został założony nowy klub, który otrzymał nazwę Little Rainbows FC. W 1981 zmienił nazwę na Tarxien Rainbows FC. Zespół występował przeważnie w drugiej lidze maltańskiej. W 1986 roku debiutował w najwyższej klasie, ale nie utrzymał się w niej i spadł z powrotem do drugiej ligi. Również kolejne awansy do ekstraligi w latach 1989 i 1997 zakończyły się powrotem do drugiej ligi. Po sezonie 2007/08 zajął 1. miejsce w First Division i zdobył awans do Premier League, w której po raz pierwszy w historii utrzymał się dłużej niż na jeden sezon.

## Sukcesy
- Mistrzostwo Malty:
  - 5. miejsce (3): 2010, 2011, 2013
- Puchar Malty:
  - półfinalista (1): 2010

## Stadion
Ta’ Qali Stadium może pomieścić 17,000 widzów.